# Модернізація комп'ютера

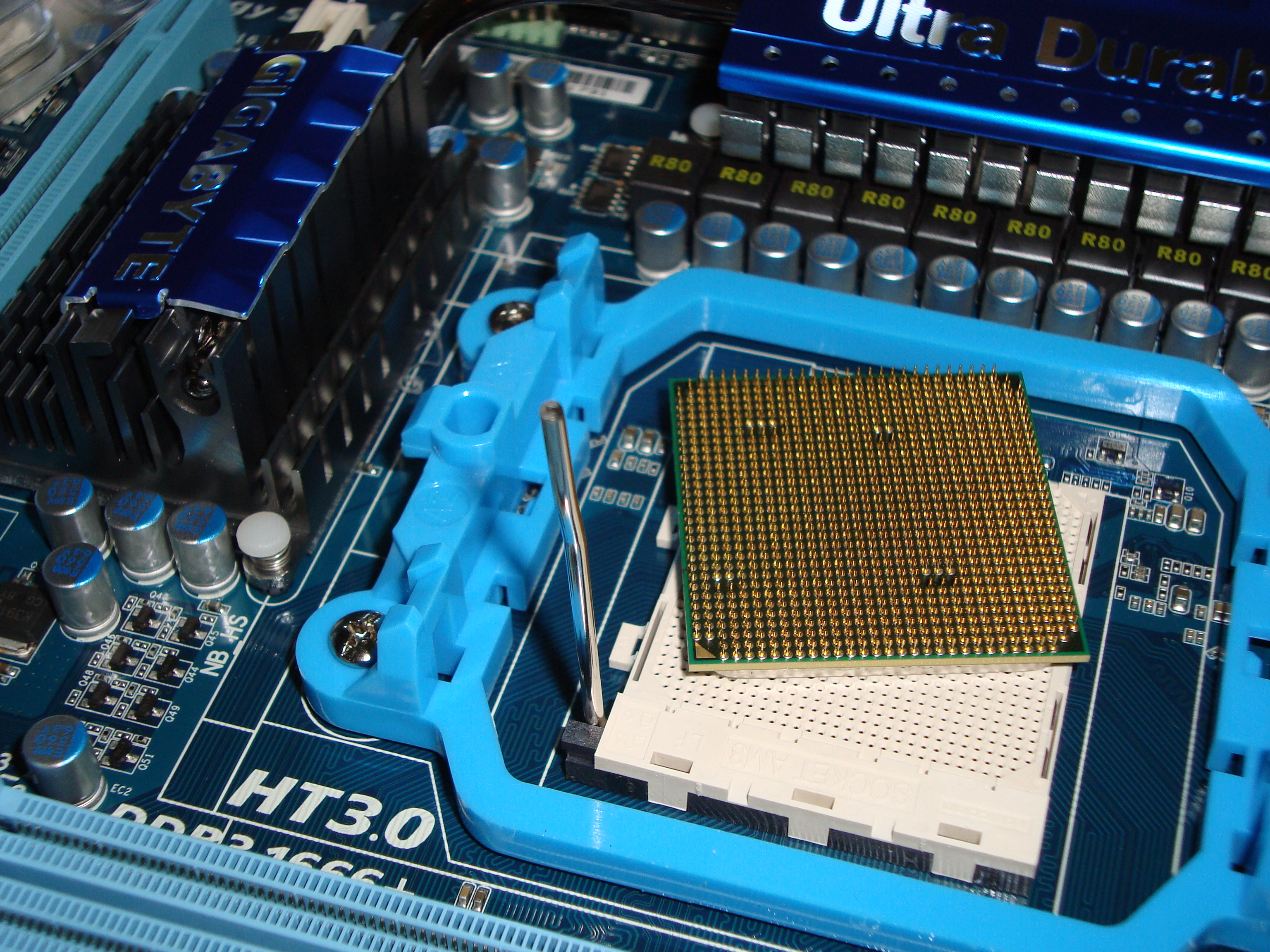
При заміні центрального процесора на продуктивніший потрібно враховувати характеристики материнської плати. Інакше, можливе виникнення ефекту «горлечка пляшки».

Модерніза́ція комп'ю́тера, або апґре́йд (англ. upgrade) — зазвичай, стосовно персонального комп'ютера — заміна окремих компонентів комп'ютера на досконаліші або/і потужніші. Персональні настільні комп'ютери побудовані за модульною системою відкритої архітектури, що дозволяє проводити модернізацію і одержувати продуктивніший комп'ютер, зберігаючи інвестиції.

## Основні способи модернізації ПК
- Збільшення обсягу оперативної пам'яті. На материнських платах сучасних ПК, зазвичай, передбачено кілька роз'ємів під модулі ОЗП. На сайті виробника завжди можна уточнити максимально підтримуваний об'єм оперативної пам'яті і частотні характеристики. Якщо в комп'ютері потрібне збільшення обсягу оперативної пам'яті, то є сенс придбати модулі більшого об'єму або з більш високими характеристиками.

- Збільшення обсягу твердого диска. Твердий диск ПК є знімним пристроєм, що кріпиться всередині системного блоку і підключений до материнської плати через стандартний інтерфейс (як правило, SATA або паралельний ATA (IDE)). Зазвичай, до материнської плати можна підключити декілька твердих дисків, що дозволяє збільшити об'єм пам'яті для зберігання даних. З іншого боку, рік за роком виробники твердих дисків збільшують швидкість їх роботи, тому купивши новий твердий диск, зазвичай, отримується не лише додатковий об'єм для зберігання даних, але й збільшується швидкість доступу до файлів. Окремо варто відзначити можливість організації RAID масивів на сучасних материнських платах.
- Заміна відеокарти. Відеокарта (графічний адаптер) дозволяє підвищити якість відтворення графіки і збільшити продуктивність в іграх і графічних додатках. Якщо потрібно вичавити максимум з комп'ютера, можна навіть встановити декілька відеокарт і налаштувати їх паралельну роботу.
- Заміна процесора. Найпростіший і очевидний спосіб збільшити продуктивність ПК — це заміна процесора, але кінцева продуктивність ПК невід'ємно пов'язана зі швидкодією інших компонентів (при використанні оперативної пам'яті з низькою частотою або маленьким об'ємом, повільного твердого диска — приріст в продуктивності буде мало відчутний).
- Апдейт програмного забезпечення. Можна збільшити продуктивність ПК шляхом установки оновлень ПЗ. Наприклад, встановивши SP1 на Windows Vista можна значно збільшити продуктивність комп'ютера, без необхідності придбання устаткування.[джерело?] Також підвищити продуктивність ПК і додати нові функції з управління апаратною частиною ПК можна шляхом оновлення драйверів.